# Collapsus de plans cristallins
Pour les articles homonymes, voir Collapsus.
En métallurgie, le collapsus de plans cristallins désigne le resserrement de plans atomiques, par exemple lors d'une transformation martensitique.